# Формула-3 — Чемпіонат 2019
Чемпіонат FIA Формули-3 2019 — перший сезон новоствореного чемпіонату FIA Формула-3, що проводився під егідою FIA. Серія стала наступником Європейської Формули-3 та GP3 Series, об’єднавши їх у єдиний чемпіонат підтримки Формули-1.  
Сезон складався з 8 етапів (16 гонок), що відбувалися у рамках вікендів Формули-1. Чемпіонат стартував 11 травня на трасі Каталунья в Іспанії та завершився 29 вересня на Сочі Автодромі.
Переможцем чемпіонату став Роберт Шварцман (Prema Racing), серед команд титул виграла італійська Prema Racing.  